# Lasionycta
Lasionycta är ett släkte av fjärilar som beskrevs av Christopher Aurivillius 1892. Lasionycta ingår i familjen nattflyn, Noctuidae.

## Dottertaxa tillLasionycta, i alfabetisk ordning[1][2]
- Lasionycta alberta  Barnes & Benjamin, 1923
- Lasionycta albinuda  Smith, 1903
- Lasionycta anthracina Crabo & Lafontaine, 2009[3]
- Lasionycta arietis  Grote, 1879
- Lasionycta benjamini  Hill, 1927
- Lasionycta brunnea Crabo & Lafontaine, 2009[4]
- Lasionycta carolynae Crabo, 2009[5]
- Lasionycta conjugata   Smith, 1899
- Lasionycta discolor   Smith, 1899
- Lasionycta dovrensis Staudinger, 1864 , Gråsvart fjällfly
- Lasionycta imbecilla Fabricius, 1794, Tjockhornsfly
- Lasionycta impingens  Walker, 1857
- Lasionycta infuscata   Smith, 1899
- Lasionycta insolens   Grote
- Lasionycta klotsi  Richards, 1943
- Lasionycta lagganata   Barnes & Benjamin, 1924
- Lasionycta leucocycla Staudinger, 1857
  - Lasionycta leucocycla albertensis McDunnough, 1925
  - Lasionycta leucocycla altaica Staudinger, 1892
  - Lasionycta leucocycla coloradensis Richards, 1943
  - Lasionycta leucocycla dovrensis Staudinger, 1864  (Är en egen art enligt Dyntaxa).[1]
  - Lasionycta leucocycla flanda Smith, 1908
  - Lasionycta leucocycla fumida Graeser, 1888
  - Lasionycta leucocycla hampa Smith, 1908
  - Lasionycta leucocycla magadanensis Kononenko & Lafontaine, 1986
  - Lasionycta leucocycla poca Barnes & Benjamin, 1923
- Lasionycta luteola Smith, 1894
- Lasionycta macleani McDunnough, 1927
- Lasionycta marloffi Dyar, 1922
- Lasionycta membrosa Morrison, 1875
- Lasionycta mutilata Smith, 1898
- Lasionycta ochracea Riley, 1892
- Lasionycta perplexa Smith, 1887
- Lasionycta phoca Möschler, 1864
- Lasionycta promulsa Morrison, 1875
- Lasionycta quadrilunata Grote, 1874
  - Lasionycta quadrilunata yukona Lafontaine, 1986
- Lasionycta rainieri Smith, 1900
- Lasionycta secedens (Walker, 1858), Gulvingat hedfly
- Lasionycta sedilis Smith, 1899
- Lasionycta skraelingia Herrich-Schäffer, 1845, Lappfjällfly
- Lasionycta staudingeri Aurivillius, 1891, Högnordiskt hedfly
  - Lasionycta staudingeri dolosa Barnes & Benjamin, 1923
  - Lasionycta staudingeri preblei Benjamin, 1933
  - Lasionycta staudingeri sajanensis Kononenko, 1986
  - Lasionycta staudingeri subfumosa Gibson, 1920
- Lasionycta dita Möschler, 1860
- Lasionycta fuscula Grote, 1873
- Lasionycta uniformis Smith, 1894
- Lasionycta wyatti Barnes & Benjamin, 1926

## Bildgalleri

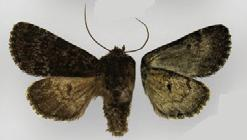
Lasionycta anthracina
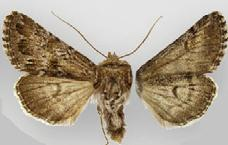
Lasionycta benjamini
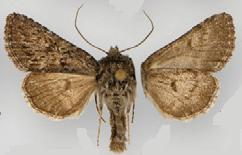
Lasionycta benjamini
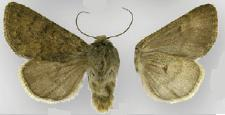
Lasionycta brunnea
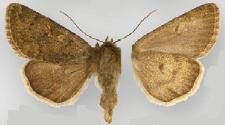
Lasionycta brunnea
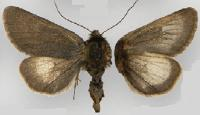
Lasionycta carolynae Crabo, 2009